# Jonas Goldschmidt
Jonas Goldschmidt (* 28. März 1806 in Oldenburg (Oldb); † 28. März 1900 ebenda) war ein deutscher Arzt, Sanitätsoffizier und Schriftsteller.

## Karriere
Goldschmidt wurde als Sohn des jüdischen Kaufmanns Joseph Baruch Goldschmidt (1770–1853) und der Bune-Julie geb. Goldschmidt (ca. 1775–1859) geboren. Die Familie war bereits seit mehreren Generationen in Oldenburg ansässig und betrieb eine Metzgerei, die 1701 vom Urgroßvater Meyer Goldschmidt in Emden begründet worden war. Er besuchte das Gymnasium in Oldenburg und studierte Medizin von 1824 bis 1827 an den Universitäten Göttingen und Berlin. Im Jahr 1828 wurde er wiederum in Göttingen promoviert und eröffnete als praktischer Arzt eine Praxis in Delmenhorst.
1831 gab er die Praxis auf und wurde im April 1831 Sanitätsoffizier beim Oldenburgischen Infanterie-Regiment. Wohl im Zusammenhang mit seiner bevorstehenden Eheschließung trat er im Oktober 1832 zum Christentum über. Goldschmidt machte danach rasch Karriere, wurde 1841 zum Oberarzt befördert und erhielt 1842 den Rang eines Hauptmanns. 1848 wurde er zum Stabsarzt im Rang eines Majors befördert. 1850 war er Leiter der Militärkrankenabteilung des neugegründeten Peter Friedrich Ludwigs Hospitals, wurde 1857 auch Mitglied der Hospitalsdirektion und 1860 schließlich Oberstabsarzt. 1848 nahm er mit dem oldenburgischen Truppenkontingent am Feldzug gegen Dänemark teil und machte 1866 den Mainfeldzug während des Deutschen Krieges mit. Als 1866/67 das Großherzogtum Oldenburg mittels Militärkonventionen seine Wehrhoheit an Preußen abgab, wurde Goldschmidt im September 1867 mit dem Titel Geheimer Obermedizinalrat verabschiedet. Nun konnte er sich seiner Privatpraxis in Oldenburg widmen, die er bis ins hohe Alter weiterführte. Er gehörte außerdem zu den Gründungsmitgliedern des Literarisch-geselligen Vereins und begann in der ersten Hälfte der 1840er Jahre, seine Erlebnisse als Arzt schriftstellerisch zu verarbeiten. Dabei griff er auch literarisch in die heftigen Auseinandersetzungen ein, die in den letzten Jahren des Vormärz wegen des Vordringens des Hochdeutschen und vor dem Hintergrund notwendiger Schulreformen um das Zurückdrängen der plattdeutschen Sprache geführt wurden. Goldschmidt zählte zu den Gegnern des Plattdeutschen, wobei er auf ihre Unfähigkeit zur Bezeichnung neuer Realitäten sowie auf die durch sie vergrößerte Kluft zwischen Stadt und Land sowie zwischen den sozialen Schichten hinwies. Im Dezember 1845 hielt er im Volksbildungsverein einen Vortrag mit dem provozierenden Titel „Über das Plattdeutsche als ein großes Hemmnis jeder Bildung“. Der Vortrag erregte in Oldenburg großes Aufsehen, Goldschmidt jedoch plädierte unter dem Einfluss Ludolf Wienbargs aus nationalen und gesellschaftspolitischen Gründen für das völlige Zurückdrängen der plattdeutschen Sprache. Aus seiner Sicht stünde sie der sprachlichen Einheit der Nation im Weg und hindere große Teile der ländlichen Bevölkerung daran, ihre neu erworbenen staatsbürgerlichen Rechte und Pflichten wahrzunehmen.
In den folgenden Jahren wandte sich Goldschmidt dann aber weniger kontroversen Themen zu und veröffentlichte eine Reihe sprach- und volkskundlicher Studien als Beitrag zur Sozialgeschichte der oldenburgischen ländlichen Gesellschaft vor der Industrialisierung. Auch setzte er sich für gesündere Ernährung der Landbevölkerung ein, war Ratgeber in vielen Lebenslagen und fand viel Zuspruch.

## Familie
Goldschmidt war zweimal verheiratet. Am 26. Dezember 1832 heiratete er die aus Delmenhorst stammende Emilie Wilhelmine Auguste Grovermann (1810–1846). Nach ihrem Tod heiratete er am 31. August 1847 Caroline Wilhelmine Bernhardine Müller (1822–1876), die Tochter des Kaufmanns Hermann Gerhard Müller (1769–1829). Der Politiker Hermann Gerhard Müller (1803–1881), der, zwei Jahre älter, das gleiche Gymnasium besucht hatte, wurde durch diese Verbindung sein Schwager. Der Sohn Friedrich (1836–1902) wurde preußischer Generalmajor und heiratete Adelheid Freiin von Berg, die Tochter des oldenburgischen Ministerpräsidenten Karl von Berg (1810–1894). Der zweite Sohn aus dieser Ehe, Albert (1838–1884), wurde Oberpostdirektor in Metz, Tochter Emilie (1840–1923) heiratete den oldenburgischen Oberbaurat Oskar Tenge (1832–1913). Eine Tochter aus zweiter Ehe, Henriette Elisabeth (* 1848), heiratete einen Kollegen ihres Vaters, den oldenburgischen Stabsarzt Friedrich August Bucerius, wurde die Mutter von Walter Bucerius und die Großmutter des Zeit-Gründers Gerd Bucerius.

## Auszeichnungen
- Oldenburgischer Haus- und Verdienstorden des Herzogs Peter Friedrich Ludwig, Ritter 2. Klasse[3]
- Ehrenzeichen 1. Klasse mit der Krone
- Kreuz für 25 Militär-Dienstjahre in Gold

## Schriften (Auswahl)
- Die Krankheiten im Herzogtum Oldenburg. Ein Beitrag zur medizinischen Geographie. Ohne Ortsangabe. 1845.
- Über das Plattdeutsche als ein großes Hemmnis jeder Bildung. Oldenburg. 1846. (Digitalisat)

Wieder abgedruckt in: Claus Schuppenhauer (Hrsg.): Niederdeutsch gestern. Leer. 1980.
- Kleine Lebensbilder. Aus der Mappe eines deutschen Arztes. 3 Bde. Oldenburg. 1844–1847.
- Der Oldenburger in Sprache und Sprüchwort. Skizziert aus dem Leben. Oldenburg. 1847. 2. Auflage: 1916. Reprint: Leer. 1980.
- Die Volksmedizin im nordwestlichen Deutschland. Bremen. 1854. Reprint: Leer. 1978.
- Die gesellschaftliche Stellung der Ärzte sonst und jetzt. Oldenburg. 1855.